# Thunder Horse-veld
Thunder Horse is een olieveld onder de Golf van Mexico op het Amerikaanse continentale plat, 240 kilometer ten zuidoosten van New Orleans.
BP boorde in juli 1999 met de Discoverer Enterprise olie aan in blok Mississippi Canyon 778 in wat toen nog heette Crazy Horse. In 2002 werd na protest van nabestaanden van opperhoofd Crazy Horse van de Lakota de naam veranderd in Thunder Horse.
Als productieplatform werd een halfafzinkbaar platform gekozen, een GVA 44000-ontwerp van GVA. Deze werd gebouwd door Daewoo Shipbuilding & Marine Engineering in Okpo in Zuid-Korea, terwijl het dek werd gebouwd door J. Ray McDermott in Morgan City, Louisiana. Het halfafzinkbare platform werd met de Blue Marlin vervoerd naar Ingleside. Daartoe was het dek van de Blue Marlin verbreed van 42 naar 63 m.
In Ingleside werd het dek geplaatst, waaronder in tegenstelling tot de meeste productieplatforms ook een eigen boortoren. Daarna werd het naar locatie werd gesleept waar het door de Balder met zestien meerdraden via zuigankers aan de zeebodem werd verankerd.
De olie wordt naar de wal getransporteerd door de Proteus- en Endymion-pijpleidingen, terwijl het aardgas via de Okeanos-pijpleiding loopt, alle onderdeel van de Mardi Gras exportpijpleidingen.

## Orkaan Dennis
In juli 2005 werd Thunder Horse PDQ geëvacueerd vanwege de nadering van orkaan Dennis. Na de orkaan bleek het platform een zware slagzij te hebben. De oorzaak was waarschijnlijk een falend automatisch ballastsysteem. Na druk van de United States Coast Guard verkreeg Smit Internationale het contract om Thunder Horse PDQ te rechten, wat na een week gelukt was. Zes weken later werd het platform ook getroffen door orkaan Katrina, maar dat veroorzaakte deze keer weinig schade. Aanvankelijk werd verwacht dat het platform eind 2005 zou gaan produceren, maar na de reparatie van de orkaanschade bleek dat er ook reparaties aan onderzeese pijpleidingen uitgevoerd moesten worden. De eerste olie stroomde daardoor pas op 14 juni 2008.